# Ключ 148
Ключ 148 (трад. и упр. 角) — ключ Канси со значением «рог»; один из 20, состоящих из семи штрихов.
В словаре Канси есть 158 символов (из 49 030), которые можно найти c этим радикалом.

## История
Древняя идеограмма изображала толстые и массивные рога буйвола.
Современный иероглиф имеет значения: «рог», «острие», «мыс», «риф», «угол» и некоторые другие.
Это сильный ключевой знак.

Вид в Цзягувэнь
Вид в большой печати Чжуаньшу
Вид в малой печати Чжуаньшу

В словарях находится под номером 148.

## Примеры иероглифов
| Доп. штрихи | Иероглифы                  |
| ----------- | -------------------------- |
| 0           | 角                         |
| 2           | 觓 觔                      |
| 4           | 觕 觖 觗 觘 觙             |
| 5           | 觚 觛 觜 觝 觞             |
| 6           | 觟 觠 觡 觢 解 觤 觥 触 觧 |
| 7           | 觨 觩 觪 觫                |
| 8           | 觬 觭 觮 觯                |
| 9           | 觰 觱                      |
| 10          | 觲 觳                      |
| 11          | 觴                         |
| 12          | 觵 觶                      |
| 13          | 觷 觸 觹                   |
| 14          | 觺                         |
| 15          | 觻 觼                      |
| 16          | 觽 觾                      |
| 18          | 觿                         |

- Примечание: Ваш браузер может отображать иероглифы неправильно.